# Pilota basca als Jocs Olímpics d'estiu de 1968
Als Jocs Olímpics d'Estiu de 1968 realitzats a Ciutat de Mèxic (Mèxic) es disputaren 5 proves de pilota basca, totes elles en categoria masculina. Aquesta fou la tercera participació d'aquest esport en uns Jocs Olímpics, en aquesta ocasió però com a esport de demostració.
Participaren pelotaris d'Espanya, França, Mèxic, Argentina, Uruguai, Estats Units i Filipines, i es realitzaren proves en les modalitats de mà, cesta-punta, paleta de cuir, paleta de goma i frontenis.

## Resum de medalles

### Categoria masculina
| Prova          | Or                                                  | Argent                                         | Bronze                                       |
| Cesta-punta    | EspanyaGermans Mirapeix · Beascoechea · Arrien      | FrançaEtcheverry · Camy · Borra · Fourneau     | MexicoGermans Hamui · Andrade · Lanzagorta   |
| Paleta goma    | MexicoBecerra · Rendo · Gastelumendi · Baltazar     | ArgentinaSehter · Utge · Goyeche · Caresella   | UruguaiIroldi · D'Alba · Bell                |
| Paleta de cuir | FrançaGermans Bareilts · Berrotaran · Goicoechea    | EspanyaAncizu · Caballero · Reyzabal · Casado  | MexicoSánchez · Beltran · Del Valle          |
| Frontenis      | MexicoLoaiza · Hernández · Sanciprian               | ArgentinaSehter · Utge                         | EspanyaGarraus · Lersundi · Irigaray         |
| Mà             | EspanyaEsquisabel · Basabe · Sacristán · Iruzubieta | FrançaArrillaga · Minondo · Lissar · Etchegoin | MexicoHernández · Tovar · Rivero · Izquierdo |

## Medaller
| Posició | País      | Or | Argent | Bronze | Total |
| 1       | Espanya   | 2  | 1      | 1      | 4     |
| 2       | Mexico    | 2  | 0      | 3      | 5     |
| 3       | França    | 1  | 2      | 0      | 3     |
| 4       | Argentina | 0  | 2      | 0      | 2     |
| 5       | Uruguai   | 0  | 0      | 1      | 1     |